# 灰色马先蒿
灰色马先蒿（学名：Pedicularis cinerascens）是列当科马先蒿属的植物，为中国的特有植物。分布于中国大陆的四川等地，生长于海拔4,000米至4,400米的地区，多生于草坡上，目前尚未由人工引种栽培。